# Girard Avenue Line
Die Girard Avenue Line ist eine Straßenbahnstrecke der Stadt Philadelphia im US-Bundesstaat Pennsylvania, auf welcher die Straßenbahnlinie SEPTA Route 15 verkehrt. Es handelt sich um die älteste noch in Betrieb befindliche Linie Philadelphias, welche sich aus in einer 1859 eröffneten Pferdestraßenbahn entwickelte und im Laufe der Jahre durch unterschiedlichste Bahngesellschaften betrieben wurde. Nachdem die Linie 1992 stillgelegt worden war, wurde der Betrieb 2005 bereits wieder aufgenommen. Obwohl sie nun mit historischen Straßenbahnwagen befahren wird, stellt sie keine Touristenlinie, sondern einen vollwertigen Bestandteil des Schienenverkehrs in Philadelphia dar.

## Strecke

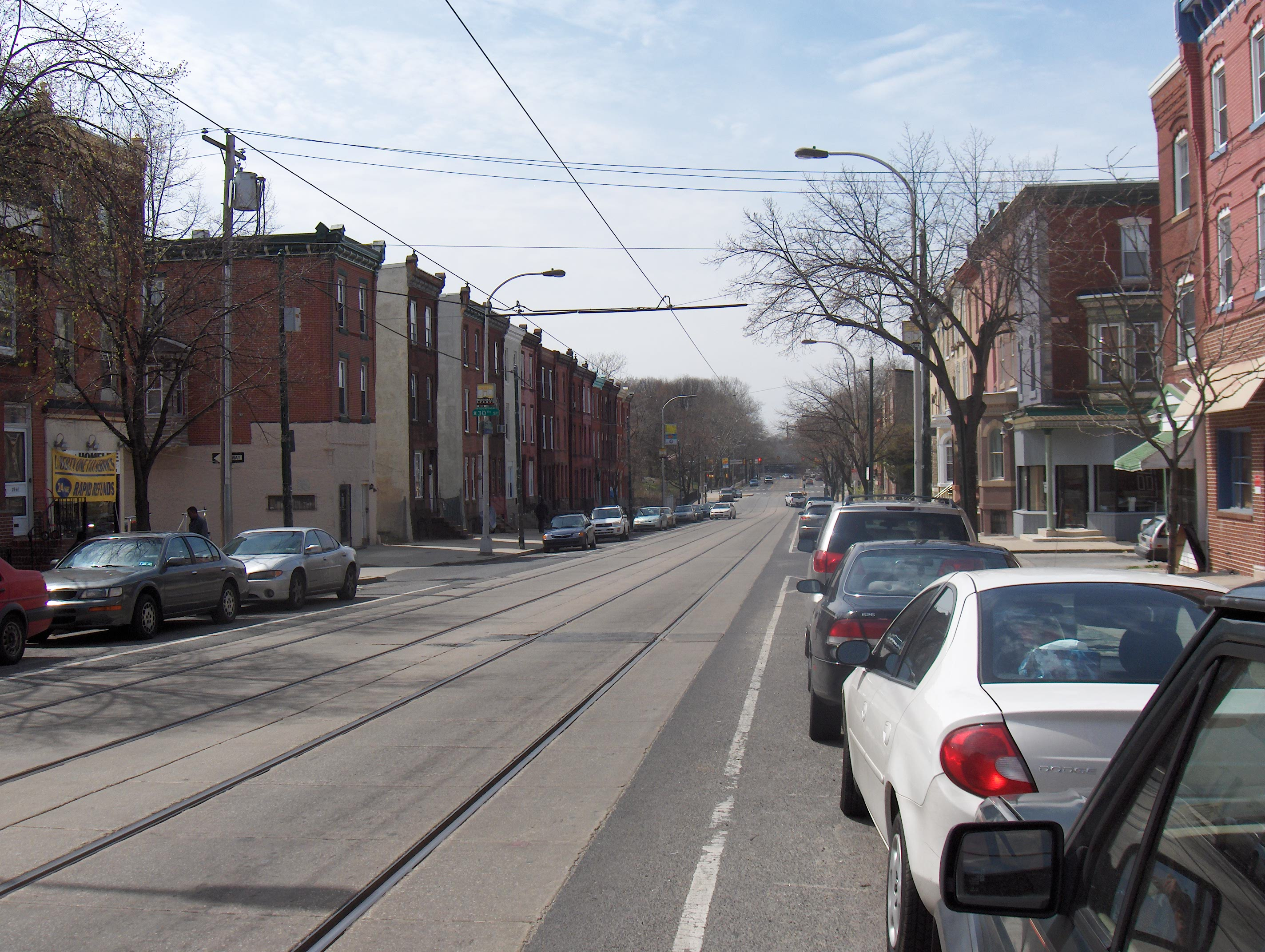
Auf der Girard Avenue Line liegt das Gleispaar in der Straßenmitte

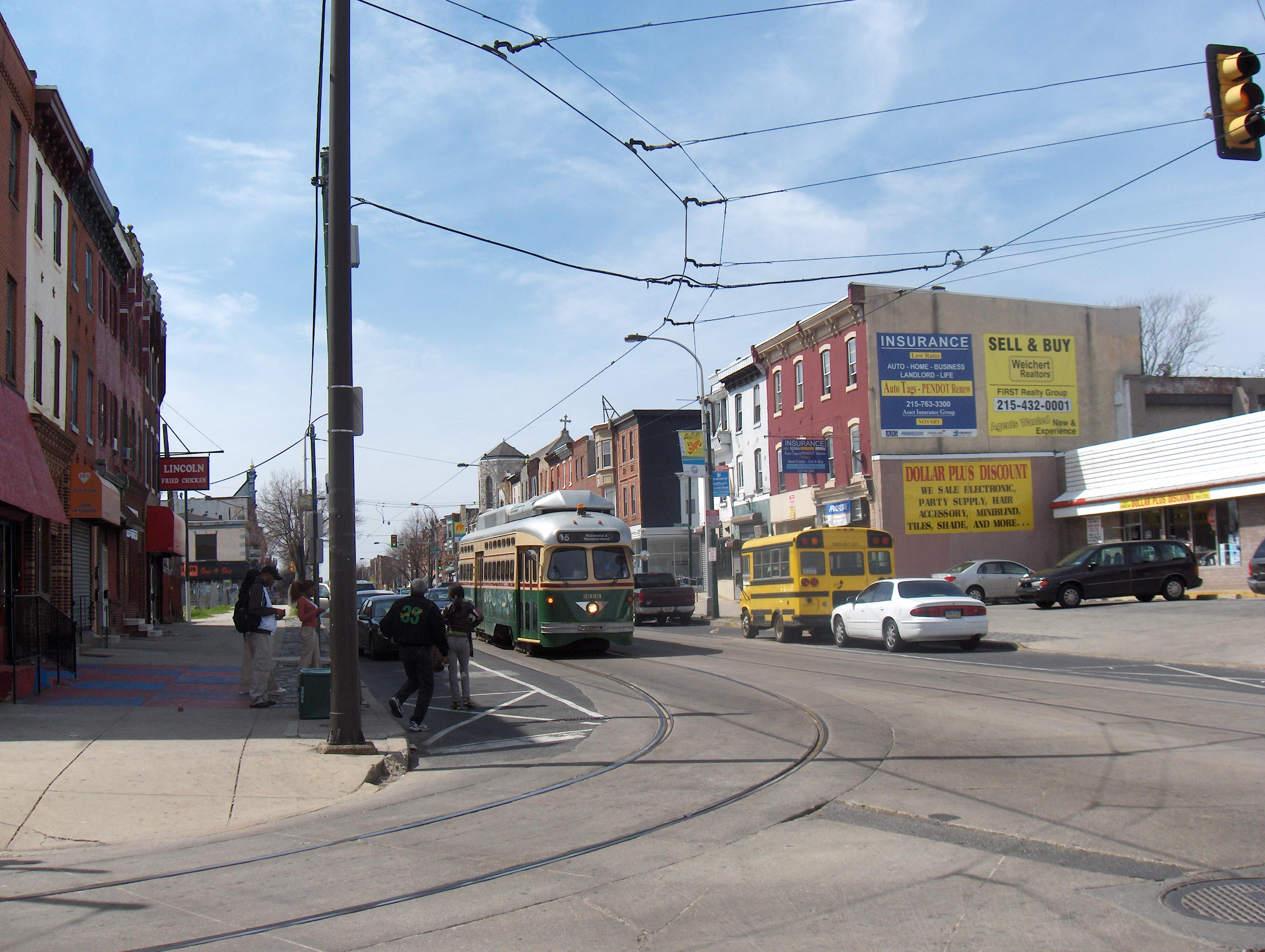
Die Streckenverzweigung nahe dem Girard College

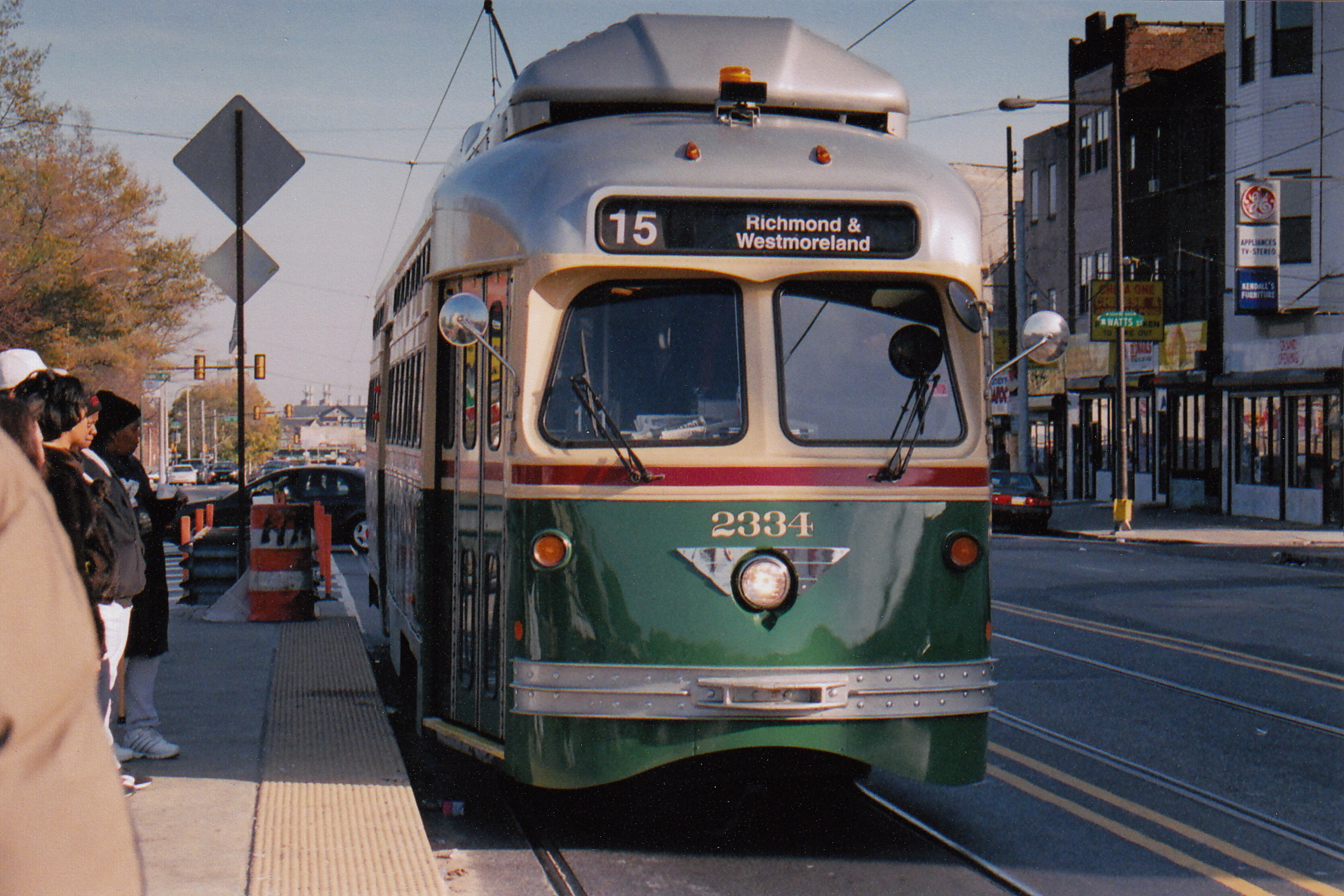
An den mehrspurigen Straßenabschnitten wurden Haltestelleninseln installiert

Bei der Girard Avenue Line handelt es sich um eine klassische Straßenbahnstrecke. Fast im gesamten Verlauf führt die Strecke auf straßenbündigem Bahnkörper oder ist nur an wenigen Stellen durch Fahrbahnmarkierungen vom Individualverkehr getrennt. Anders als bei vielen ähnlichen Linien gibt es jedoch keine Haltestellen, bei denen Fahrgäste Fahrspuren bei fließendem Verkehr überqueren müssen, da auf mehrspurigen Straßenabschnitten Haltestelleninseln vorhanden sind und sonst über den Parkstreifen ausgestiegen wird. An zahlreichen Kreuzungen sind noch Abzweigungen zu aufgelassenen Straßenbahnstrecken vorhanden und auch einige heute ungenutzte Wendeschleifen, die im Linienverkehr aber nicht genutzt werden.
Die Strecke beginnt im westlichen Stadtviertel Haddington in der großzügigen Blockumfahrung Haddington Loop entlang Haverford Avenue, 63rd Street und Girard Avenue, auf welcher die Strecke weiter zum Stadtzentrum führt. Von der Schleife aus führen durch die 63rd Street und die 60th Street zweigleisige Verbindungsstrecken zur nördlich parallel verlaufenden Straßenbahnlinie 10, wovon letztere mangels nötiger Gleisanschlüsse nicht mehr befahren werden kann. Über die 60th Street führt außerdem eine zweigleisige Verbindung zum südlich der Strecke gelegenen Callow Hill Depot, jedoch fehlt auch hier ein Gleisanschluss, welcher für die vom Depot kommenden Straßenbahnwagen unabdinglich wäre. Als Ersatz dient eine eingleisige Strecke durch die 59th Street.
Im weiteren Verlauf folgt sie der einspurigen Girard Avenue, wobei das Gleispaar sich zwischen den Parkstreifen befindet. Nach der Kreuzung mit der 59th wird die Strecke vom Carroll Park flankiert und nach der Kreuzung mit der 52nd Street durch den Durham Park. An dessen nordöstlichen Rand wird die Strecke auf einen sehr kurzen Abschnitt mit der Straßenbahnlinie 10 geleitet, welche die Girard Avenue Line hier schneidet und ein Umsteigen ermöglicht. An der Kreuzung mit der Belmont Avenue wird die Eisenbahnstrecke Paoli/Thorndale Line zur 30th Street Station überquert. An der 40th Street besteht erneut ein Anschluss an eine Straßenbahnlinie, die jedoch stillgelegt ist. Zu dieser gehört auch eine Wendeschleife, die auch von Zügen der Linie 15 vom Stadtzentrum her befahren werden kann.
Der Schuylkill River wird auf der Girard Avenue Bridge überquert, um in den Stadtteil Brewery Town zu gelangen. Da am Girard College die Girard Avenue unterbrochen wird, wechselt die Straßenbahn auf einem kurzen Abschnitt auf die College Avenue. Da hierfür zwei eingleisige Strecken vorhanden sind, kann dieser Wechsel auch als Wendeschleife für Straßenbahnwagen aus beiden Richtungen dienen. Hinter dem Girard College führt die Strecke auf der weiterhin einspurigen Girard Avenue bis zur Kreuzung mit der Broad Street, wo zur Broad Street Line umgestiegen werden kann.
Nach dieser Kreuzung verändert sich die Strecke massiv, da sich die Girard Avenue stark verbreitert und sich zu zwei Fahrstreifen pro Richtung ausweitet. Daher sind auf dem folgenden Abschnitt schmale Haltestelleninseln vorhanden. Über der Kreuzung mit der Front Street befindet sich eine Hochbahnhaltestelle der Market–Frankford Subway-Elevated Line. An der Frankford Avenue befindet sich ein Abzweig zur Delaware Avenue, wo die Wendeschleife Sugarhouse Loop für Bahnen, die wegen der Bauarbeiten im Rahmen der Erneuerung der Interstate 95 den folgenden Streckenabschnitt nicht befahren können. Diese Wendeschleife soll jedoch auch im Regelbetrieb für Verstärkerfahrten genutzt werden. Da die Girard Avenue wenige hundert Meter auf die Interstate 95 geleitet wird, führt die Straßenbahnstrecke auf die Richmond Street, um an der Wendeschleife Westmoreland Loop zu enden, welche derzeit wegen der Bauarbeiten außer Betrieb ist. Bis zur Eröffnung dieser Wendeschleife wurde die Linie weiter bis zum Richmond Depot geführt und zuvor sogar bis zum Arsenal Gate.

## Geschichte

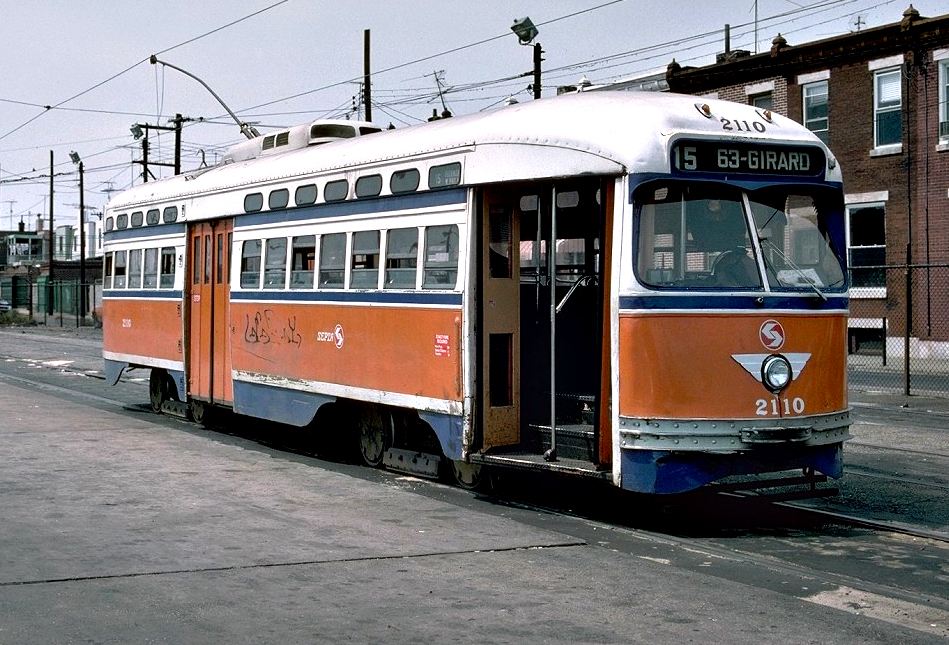
Ein PCC-Straßenbahnwagen 1970 auf der Linie

1859 wurde der erste Abschnitt der Strecke durch den Richmond and Schuylkill River Passenger Railway errichtet. Diese Bahngesellschaft mitsamt der Strecke wurde am 26. März desselben Jahres durch die Pennsylvania General Assembly angemietet, um eine Straßenbahnlinie von Richmond im Ostteil der Stadt zur Girard Avenue Bridge über den Schuylkill River zu ermöglichen, für welche bereits eine Verlängerung zur Lancester Avenue westlich des Flusses beschlossen war. Im Juli 1859 wurde der Betrieb zwischen der Second Street und 31st Street aufgenommen. 1864 wurde die Linie weiterverkauft und 1866 in die Germantown Passenger Railway integriert.
Die ersten Erweiterungen nach Osten führten 1866 bis zur Palmer Street und 1875 zur Norris Street. 1894 wurde die Strecke durch die People’s Passenger Railway angemietet, welche sie 1900 nach Westen bis zur 60th Street verlängern ließ. Jene Gesellschaft wiederum wurde 1896 durch die Union Traction Company angemietet, wodurch diese über die Kontrolle von fast allen Straßenbahnlinien in Philadelphia bekam. Die Girard Avenue Line wurde 1903 auf bestehenden Straßenbahnstrecken nach Westen zur 63rd Street und nach Osten zur Allegheny Avenue erweitert.
Die bis heute verkehrenden PCC-Straßenbahnwagen wurden zunächst nur Sonntags eingesetzt, da zur Schwachverkehrszeit für alle Linien die neuen Fahrzeuge zur Verfügung standen. Erst am 20. Juni 1955 wurden auch auf der Grard Avenue Line PCC-Straßenbahnwagen in Betrieb genommen, die gebraucht von Verkehrsbetrieben in St. Louis und Kansas City gekauft worden waren. Die heutige Ausdehnung der Linie geht auf den 24. Februar 1956 zurück, als die Linie vom Richmond Depot zum dafür neu gebauten Westmoreland Loop verkürzt wurde. Bereits ein Jahr zuvor, am 11. September 1955, war die Linie vom Arsenal Gate dorthin zurückgezogen worden.
1992 wurde der Straßenbahnbetrieb eingestellt und durch eine Buslinie ersetzt. Zwischen dem 18. Juni und 9. September 1995 wurde die Linie zwischenzeitlich wieder in Betrieb genommen und mit LRV-Straßenbahnwagen der Linie 10 aus dem Callowhill Depot betrieben, die seinerzeit wegen eines Projektes des Philadelphia Water Department nicht zum Innenstadttunnel verkehren konnten, durch Busse ersetzt wurden und somit auf der Girard Avenue Line eingesetzt werden konnten. Am 30. September 1997 gab die SEPTA bekannt, eine Wiederinbetriebnahme der Linie 15 als Straßenbahnlinie umzusetzen.

## Straßenbahnbetrieb seit 2005
Nachdem die Girard Avenue Line dreizehn Jahre durch Busse befahren worden war, wurde der Straßenbahnverkehr auf der SEPTA Route 15 im September 2005 wieder aufgenommen. Dazu wurde ein Betrag von 11 Millionen $ für die Ertüchtigung der Gleise und Reparaturen der Oberleitungen durch die SEPTA gezahlt. Weitere Kosten entstanden durch die Erneuerung von PCC-Wagen des Baujahrs 1947: Für 1,3 Millionen $ pro Fahrzeuge wurden diese von Brookville vollständig saniert, wozu neben dem Einbau von Klimaanlagen und neuen Bremsen mit Energierückspeisung auch die mittleren Türen verbreitert und mit einer Rampe für Rollstuhlfahrer ausgestattet wurden.
Wegen eines Rechtsstreit mit Anliegern der 59th Street, über welche die Straßenbahnen ins Callowhill Depot gelangen, verspätete sich die Wiedereröffnung. Während der Bauarbeiten wurden durch Anlieger der Strecke Maßnahmen zur Verschönerung des Straßenraums und Marketing getroffen. Seit der Wiedereröffnung der Straßenbahnlinie kam es zu einem großen Wachstum in der lokalen Wirtschaft und dem Einzelhandel.

## Erneuerungen

### Im Bereich der Interstate 95

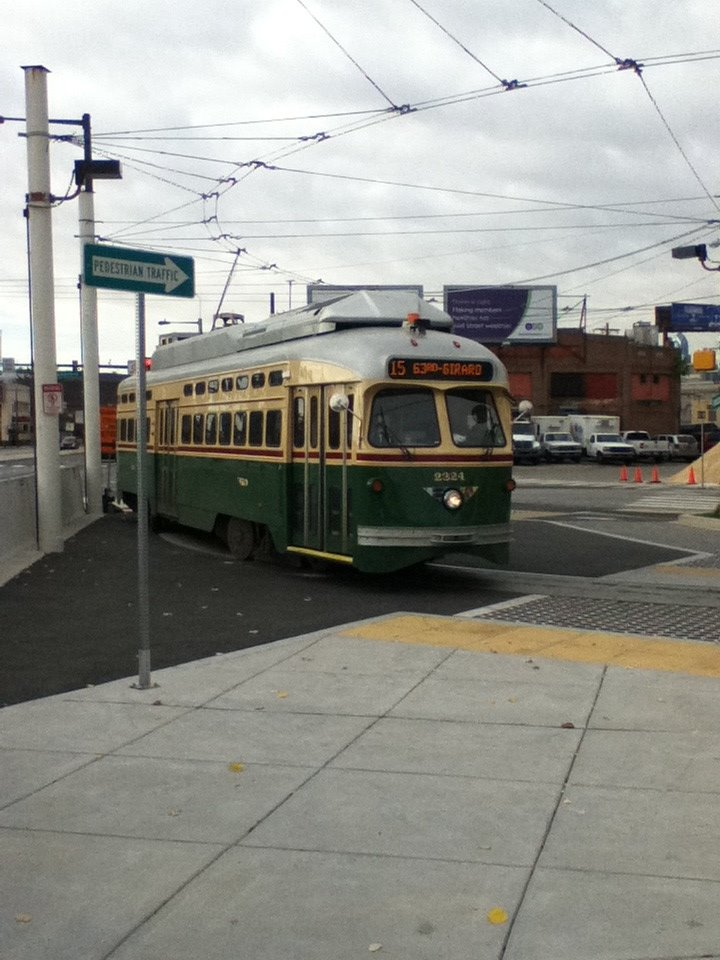
Am Sugarhouse Loop wenden derzeit alle Straßenbahnwagen

Östlich der neuen Wendeschleife Northern Liberties wird die Strecke der Girard Avenue Line im Rahmen der Erneuerung der Interstate 95 durch einen Neubau ersetzt. Dabei wird die Brücke der Girard Avenue neu errichtet und die Richmond Street verbreitert. Im entsprechenden Bereich werden alle Schienen ersetzt und die Wendeschleife Westmoreland Loop soll an einen anderen Ort versetzt werden. Während der Bauphase wird die Straßenbahnlinie auf dem betroffenen Streckenabschnitt durch Shuttlebusse ersetzt. Die Fertigstellung ist gegen Ende 2016 geplant. Die Wiedereröffnung verzögert sich seitdem allerdings, sodass die Strecke auch im seit September 2016 gültigen Fahrplan noch nicht befahren werden kann.

### Sanierung der Gleisanlagen
Zwischen der 3rd und 7th Street sowie der Frankford und Susquehanna Avenue sollen die Gleise, welche bereits in den fünfziger Jahren eingebaut worden waren und durch Umwelteinflüsse mitsamt der umliegenden Fahrbahn ramponiert wurden, von Juli bis September 2015 ausgetauscht werden. Dadurch soll die Strecke auch eine Aufwertung erhalten, indem durch neue Gleise der Schienenverkehrslärm gesenkt wird und Schwingungsdämpfer eingebaut werden. Auf den betroffenen Streckenabschnitten wird ein Schienenersatzverkehr eingerichtet.

### Neues Rollmaterial
Die eingesetzten PCC II-Straßenbahnwagen wurden bei ihrer Erneuerung 2003 nur für einen weiteren Einsatz von 15 Jahren vorbereitet. Daher wurden durch die SEPTA bereits die Planungen für den Einsatz von modernem Rollmaterial vorangetrieben. Es soll sich dabei um Niederflur-Straßenbahnwagen handeln, die auch auf den Subway–Surface Trolley Lines eingesetzt werden und die alten Fahrzeuge auf der Linie 15 vollständig ersetzen sollen. Die neuen Straßenbahnwagen werden eine Länge von 25 Metern (80 feet) haben und sollen durch den ebenerdigen Einstieg einerseits behindertengerecht sein und anderseits auch einen schnelleren Einstieg zur Verringerung der Reisegeschwindigkeit ermöglichen. Bei einer Stückzahl von insgesamt mehr als 100 Fahrzeugen sollen die Kosten pro Straßenbahnwagen zwischen 1,5 und 2 Millionen $ liegen. Am 23. Februar 2023 wurde bekanntgegeben, dass Alstom die Fahrzeuge, welche vom Typ Citadis sein werden, herstellen wird.